# La Betulia liberata

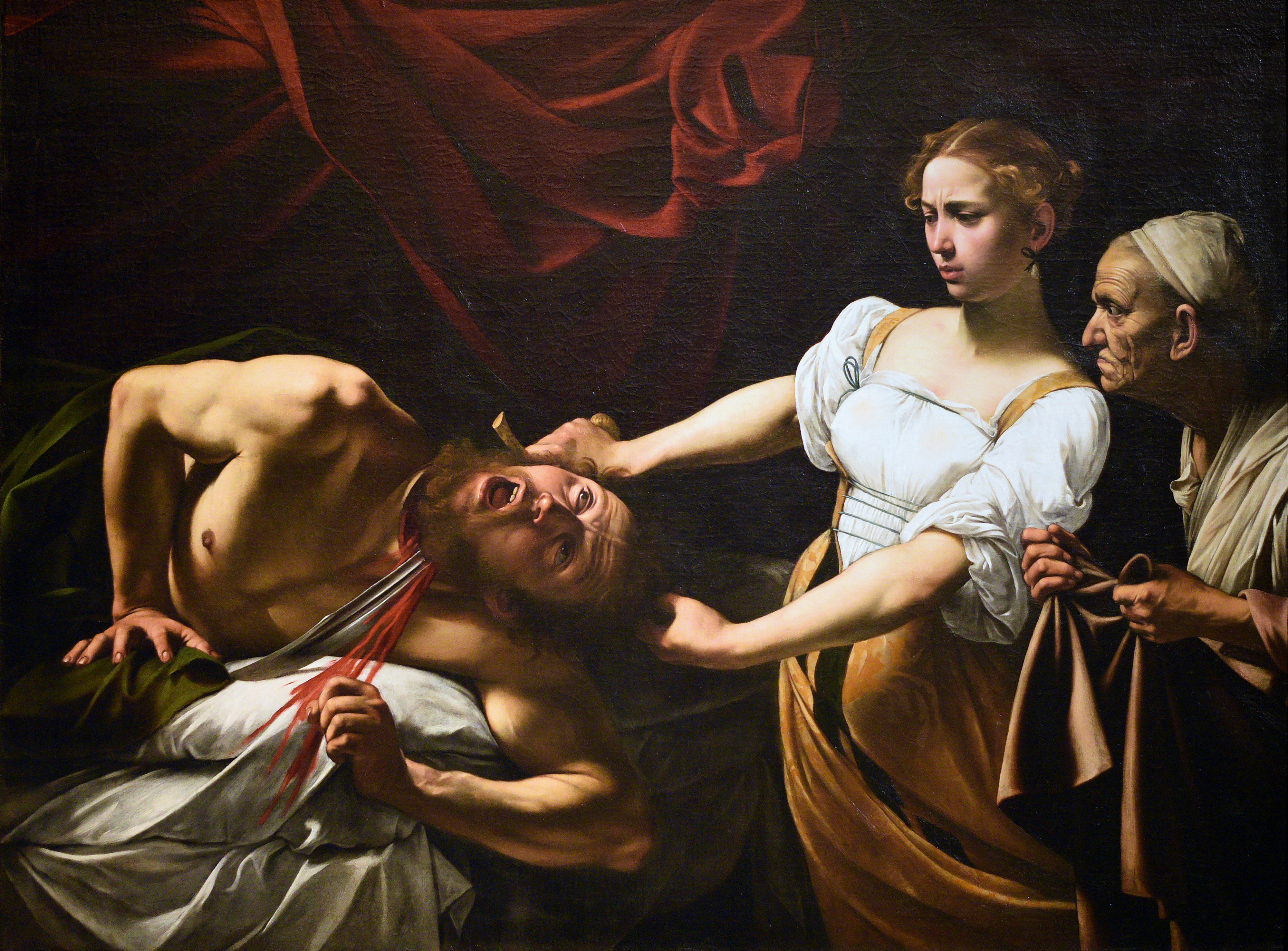
Judit y Holofernes, de Caravaggio.

La Betulia liberata (en español, Betulia liberada), K. 118/74c, es un oratorio escrito por Wolfgang Amadeus Mozart en el año 1771 durante el período que permaneció en Padua cuando volvía de Venecia a Salzburgo. En este momento, el compositor contaba con la edad de quince años, y está basado en un texto de Metastasio, que a su vez se basa en la historia de Judit y Holofernes del Libro de Judit.
Es el único oratorio que compuso Mozart, fue encargado por Giuseppe Ximenes, príncipe de Aragón. Estilísticamente, es similar a las obras de Leonardo Leo y Johann Adolph Hasse. Consta de dos partes y consiste en una sucesión de dieciséis arias con partes a solo o corales, escritos para solistas, coro y orquesta. No fue interpretado en vida del compositor.

## Personajes
- Ozia (Ozias), gobernador de Betulia (tenor).
- Giuditta (Judith), viuda de Manasses (contralto).
- Amital, noble de Israel (soprano).
- Achior, príncipe de los Ammonites (bajo).
- Cabri (Cabris) e Carmi, jefas del pueblo (sopranos).
- Betulianos (coro).

## Sinopsis argumental

### Primera parte
Los israelitas se han refugiado en Betulia para resistir el asedio de un ejército asirio. A fin de conocer mejor a su enemigo, Holofernes, caudillo de los asirios, pregunta a Achior, quien se familiariza con los israelitas y Achior responde que estos no pueden ser vencidos mientras se mantengan fieles a su dios. Holofernes, que no admite otro dios que Nabucodonosor hace desterrar a Achior a Betulia.
En Betulia Ozias se rebela. Hay quien cree que con tal de evitar los terribles efectos del asedio asirio (corte del suministro de agua, etc.) sería mejor someterse que continuar resistiendo. Ozias pide cinco días más; seguramente Dios los salvará. Judit, cuando oye esto, interrumpe su luto por su marido Manasses, que había muerto de una insolación mientras vigilaba la cosecha de cebada, para hacer comprender a Ozias y a los betulianos que es un error desesperar de la gracia de Dios y desafiarlo poniéndole límites. Y les dice que ha pensado un plan arriesgado para poner fin al asedio; hace falta que se encuentren con ella en la puerta esa misma tarde.
En la puerta, Ozias se sorprende de ver a Judit pródigamente vestida, perfumada y enjoyada. Anuncia que sale de la ciudad acompañada tan solo de una sirvienta. Ozias se horroriza de pensar qué puede pasar, pero decide confiar en Judit y se despide de ella.

### Segunda parte
A pesar de que se están muriendo de hambre, Ozias y Achior sacan energía para entrar en una discusión teológica. Achior no puede entender por qué Ozias y los israelitas están contentos de creer en un solo Dios; Ozias se opone a la idea de que un dios solo puede ser perfecto si es único. Amital entra, todavía preocupado por la moral en Betulia. Los interrumpe una gran commoción a la puerta: Judit ha vuelto.
Judit explica que durante la noche fue al campamento de los asirios y fue aceptada en la tienda de Holofernes. Allí esperó mientras su enemigo comía y se emborrachaba en el estupor. Después de cogerle la espada le cortó la cabeza en dos golpes. No se ahorra ningún detalle escabroso: "El tronco separado cayó a tierra sangriento. Cubrí la cabeza semiviva temblando bajo la mano que la aguantaba". Para probar la verdad de su historia de repente saca la cabeza cortada, de una bolsa que llevaba su sirvienta. Achior lo reconoce al momento y se desmaya, pero enseguida se recupera y repudia su religión politeísta. De esta manera se llega a un fin en que el pueblo de Betulia canta un coro de plegaria a su Dios.

## La obra

### Primera parte
1. Obertura
2. Recitativo: Popoli di Betulia (Ozia).
3. Aria #1: D'ogni colpa la colpa maggiore (Ozia).
4. Recitativo: E in che sperar? (Cabri, Amital).
5. Aria #2: Ma qual virtù non cede (Cabri).
6. Recitativo: Già le memorie antiche (Ozia, Cabri, Amital).
7. Aria #3: Non hai cor (Amital).
8. Recitativo: E qual pace sperate (Ozia, Amital, Coro).
9. Aria con il Coro #4: Pietà, se irato sei (Ozia, Coro).
10. Recitativo: Chi è costei che qual sorgente aurora (Cabri, Amital, Ozia, Giuditta).
11. Aria #5: Del pari infeconda (Giuditta).
12. Recitativo: Oh saggia, oh santa (Ozia, Cabri, Giuditta).
13. Aria con il Coro #6: Pietà, se irato sei (Ozia, Coro).
14. Recitativo: Signor, Carmi a te viene (Cabri, Amital, Carmi, Ozia, Achior).
15. Aria #7: Terribile d'aspetto (Achior).
16. Recitativo: Ti consola, Achior (Ozia, Cabri, Achior, Giuditta).
17. Aria #8: Parto inerme, e non pavento (Giuditta).
18. Coro #9: Oh prodigio! Oh stupor! (Coro).

### Segunda parte
1. Recitativo: Troppo mal corrisponde (Achior, Ozia).
2. Aria #10: Se Dio veder tu vuoi (Ozia).
3. Recitativo: Confuso io son (Achior, Ozia, Amital).
4. Aria #11: Quel nocchier che in gran procella (Amital).
5. Recitativo: Lungamente non dura (Ozia, Amital, Coro, Cabri, Giuditta, Achior).
6. Aria #12: Prigionier che fa ritorno (Giuditta).
7. Recitativo: Giuditta, Ozia, popoli, amici (Achior).
8. Aria #13: Te solo adoro (Achior).
9. Recitativo: Di tua vittoria (Ozia, Amital).
10. Aria #14: Con troppa rea viltà (Amital).
11. Recitativo: Quanta cura hai di noi (Cabri, Carmi, Ozia, Amital).
12. Aria #15: Quei moti che senti (Carmi).
13. Recitativo: Seguansi, o Carmi (Ozia, Amital, Cabri, Achior, Giuditta).
14. Aria con el coro #16: Lodi al gran Dio (Giuditta, Coro).

## Grabaciones (selección)
- W.A. Mozart: La Betulia Liberata, Leopold Hager, Philips 422522-2.
- W.A. Mozart: La Betulia Liberata, Carlo Felice Cillario, A. Charlin AMS 2627/8-2.
- W.A. Mozart: La Betulia Liberata, Mario Rossi, Opera de Oro.
- W.A. Mozart: La Betulia Liberata, Peter Maag, Brilliant Classics, 99944.
- W.A. Mozart: La Betulia Liberata, Christoph Popppen, Deutsche Grammophon, DVD 4400734248.